# Waterput Landsrade

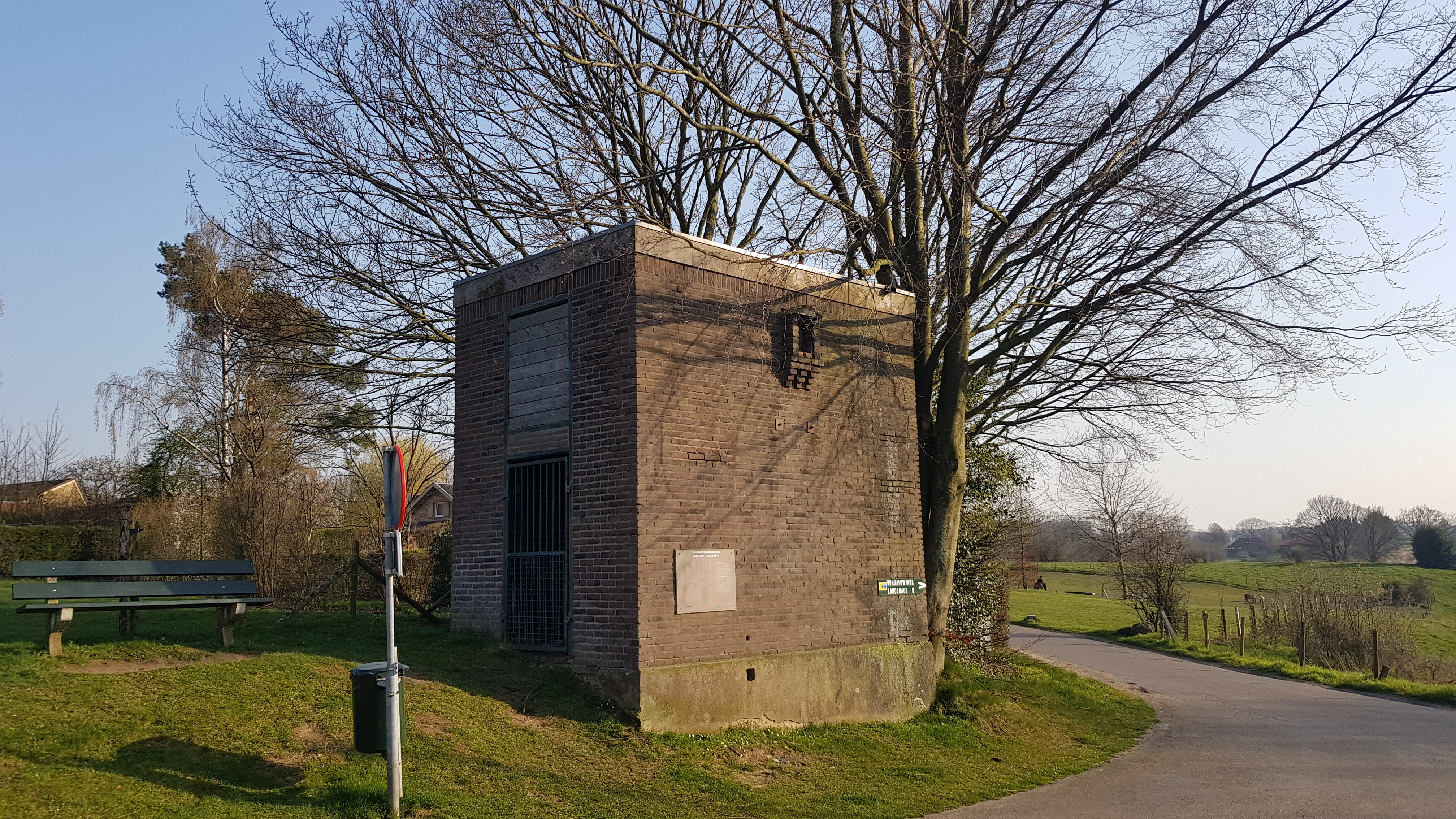
Waterput Landsrade

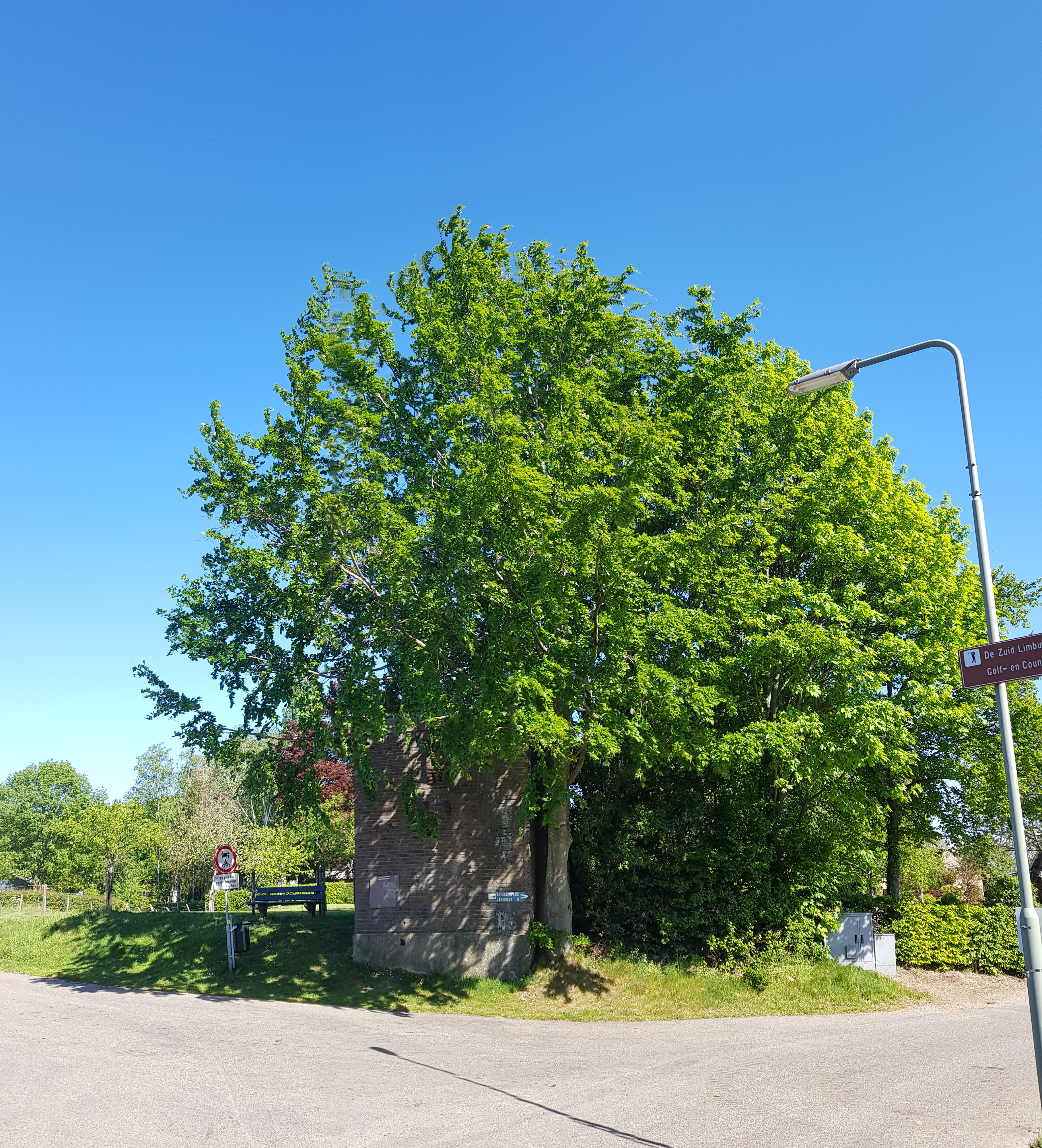
Waterput Landsrade

De waterput Landsrade is een historische waterput in buurtschap Landsrade in de Nederlandse gemeente Gulpen-Wittem in Zuid-Limburg. De waterput staat aan de splitsing van de straat Landsrade met de Landsraderweg, ongeveer midden in de buurtschap.
De waterput is een cultuurhistorisch monument.

## Geschiedenis
In 1929 werd de waterput aangelegd, in een tijdperk waarin er nog geen waterleiding beschikbaar was en de lokale bewoners behoefte hadden aan dagelijks vers drinkwater.
De waterput werd door de Stichting Instandhouding Kleine Landschapselementen in Limburg (IKL) gerestaureerd in samenwerking met de toenmalige gemeente Gulpen.

## Geografie
De waterput staat hoog op het Plateau van Crapoel in de buurtschap. Ten westen van de waterput snijdt het Pesakerdal in op het plateau en zorgt hier voor een steile helling. Verder naar het oosten ligt het Kruisbos met een steile helling het dal van de Landeus in.

## Werking
Het grondwater ter plaatse bevindt zich op een diepte van ongeveer 65 meter. Omdat het water hier zo diep zit, koos men er voor om het op te pompen met een motorisch aangedreven waterpomp.
In de kalksteen heeft men een ruim 65 meter lange watervoerende buis aangebracht die reikt tot in het grondwater. Deze buis is opgedeeld in negen compartimenten boven elkaar, elk met een hoogte van ongeveer zeven meter. Dwars door al die compartimenten is er van boven naar beneden een stang aangebracht: de zuigerstang. In ieder compartiment is er zuiger aangebracht die vast zit aan de zuigerstang. In zowel de zuiger als in de compartimentscheidingen zitten kleppen die water kunnen doorlaten.
In het pomphuisje bovenop het plateau is de motor geplaatst die via een krukas de zuigerstang in beweging kan brengen. Wanneer de zuigerstang met de zuigers naar boven beweegt, worden de kleppen van de zuigers dichtgedrukt. Onder de zuiger ontstaat er een vacuüm, terwijl er boven de zuiger er druk ontstaat, waardoor het water door de kleppen in de compartimentscheidingen gezogen wordt. Wanneer de zuigerstang met de zuigers naar beneden beweegt, worden de kleppen van de compartimentscheidingen dichtgedrukt. In de ruimte boven de zuiger ontstaat er een vacuüm, terwijl er onder de zuiger druk ontstaat, waardoor het water door de kleppen in de zuigers gezogen wordt. Per op- en neerbeweging van de zuigers wordt het grondwater zeven meter naar boven getransporteerd.